# Elezioni primarie del Partito Democratico del 1992 (Stati Uniti d'America)
Dal 10 febbraio al 9 giugno 1992, si svolsero le Elezioni primarie del Partito Democratico in cui si scelse il candidato democratico alla presidenza nelle Elezioni presidenziali negli Stati Uniti d'America del 1992. Nonostante gli scandali legati alla sua campagna e vita sessuale, il governatore dell'Arkansas Bill Clinton fu selezionato come candidato attraverso una serie di elezioni primarie e caucus che terminarono nella Convention nazionale democratica del 1992 tenutasi dal 26 al 29 agosto 1996 a New York, New York, dove fu nominato come compagno di corsa il senatore del Tennessee Al Gore.
Clinton e Gore prendendo vantaggio dal caos della coalizione repubblicana e dal malcontento causato da un periodo di recessione economica e rialzo di tasse imposto dal presidente uscente e candidato repubblicano George H. W. Bush vinsero le elezioni presidenziali del 1992. Clinton diventò il primo presidente democratico dai tempi di Jimmy Carter.

## Candidati
Durante il periodo successivo alla Guerra del Golfo, il presidente George H. W. Bush godeva di un'elevata popolarità, con un indice di approvazione che aveva raggiunto l'89% dopo il successo delle forze statunitensi in Kuwait.
Di fronte a un consenso così alto, molti importanti esponenti del Partito Democratico temevano una sconfitta quasi certa nelle elezioni presidenziali del 1992.
Figure di spicco come Mario Cuomo, Jesse Jackson, Dick Gephardt, Sam Nunn, Jay Rockefeller e Al Gore. Tuttavia, alcuni leader democratici accettarono la sfida: tra loro, i governatori Bill Clinton, Jerry Brown e Paul Tsongas.

## Panoramica delle Primarie
Bill Clinton condusse una campagna brillante, spingendo il popolo a rivedere le idee di Reagan, ancora molto popolari tra gli americani, e integrandole con interventi statali tipici delle amministrazioni democratiche, come un'assistenza sociale più diffusa per i meno abbienti.
Si presentò come un New Democrat centrista e un esponente della "terza via", sfruttando la corrente del populismo, solitamente associata al Partito Repubblicano, per creare un populismo democratico e mostrare un Partito Democratico rinnovato e giovane.
Nonostante fosse il favorito, anche grazie alla sua provenienza, vinse infatti in tutti gli stati del Sud, Clinton si trovò coinvolto in diversi scandali legati alla sua campagna o alla sua vita privata. Fu accusato di aver avuto una relazione con Jennifer Flowerse, per rispondere allo scandalo, si presentò con sua moglie Hillary in un'intervista a 60 Minutes per confessare e dimostrare la solidità del loro rapporto, guadagnandosi così la simpatia di molti elettori democratici.
Paul Tsongas, senatore del Massachusetts, sosteneva visioni molto liberali su questioni sociali e ambientali con un approccio economico favorevole alle azioni private e un forte conservatorismo fiscale e nonostante fosse considerato inadatto a causa della sua lotta contro il cancro, ottenne importanti vittorie come la vittoria nelle primarie del New Hampshire,tuttavia il secondo posto di Clinton e il suo discorso in cui si definì The Comeback Kid diedero nuova energia alla sua campagna e secondo molti analisti fu proprio questo il punto di svolta per Clinton, che ottenne poi un successo decisivo nel Super Tuesday del Sud diventando il favorito. 
Jerry Brown intanto lanciò una campagna sorprendente, finanziata con una linea telefonica, e si distinse per proposte sia progressiste che conservatrici, come il limite ai mandati, una tassa unica e l'abolizione del Dipartimento dell'Istruzione. Brown riuscì a vincere inaspettatamente in Connecticut e Colorado. Tuttavia idee di Brown precedentemente sostenute e poi dimenticate o negate e viceversa oltre alla mala gestione della California quando era governatore danneggiò la sua figura e campagna. Questa subì il colpo finale quando Brown dichiarò che avrebbe scelto Jesse Jackson come vicepresidente. Questa affermazione, fatta davanti a una platea a New York, si rivelò impopolare e danneggiò la sua posizione nei sondaggi.
Il 17 marzo, Tsongas si ritirò dalla corsa dopo le sconfitte in Illinois e Michigan, mentre Brown ottenne una vittoria di misura nel Connecticut una settimana dopo. 
Brown continuò la campagna ma senza ottenere altri successi. L’ultima speranza di fermare Clinton era una vittoria in California, che avrebbe potuto impedirgli di ottenere i delegati necessari per la nomination. Dopo un mese di intensa competizione e diversi dibattiti, Clinton riuscì a sconfiggerlo con il 47% dei voti contro il 40%.
Divenne così il secondo candidato dopo George McGovern nel 1972 a vincere la nomination senza aver conquistato Iowa o New Hampshire, un risultato replicato solo da Joe Biden nel 2020.
Clinton vinse in 28 dei 35 stati con primarie, ma solo in 4 dei 16 stati con caucus.

## Tabelle dei candidati

### Candidato vincitore
| Candidato | Posizione precedente      | Stato di origine | Immagine della campagna | Voto popolare    | Compagno di corsa |
| --------- | ------------------------- | ---------------- | ----------------------- | ---------------- | ----------------- |
|           | Governatore dell'Arkansas | Arkansas         |                         | 10.482.411 (52%) | Al Gore           |

#### Candidati eliminati durante la convention
| Candidato | Posizione precedente         | Stato di origine | Immagine della campagna | Voto popolare     |
| --------- | ---------------------------- | ---------------- | ----------------------- | ----------------- |
|           | Governatore della California | California       |                         | 4.071.232 (20,2%) |

##### Candidati ritiratisi durante le primarie
| Candidato | Posizione precedente       | Stato di origine | Immagine della campagna | Voto popolare     |
| --------- | -------------------------- | ---------------- | ----------------------- | ----------------- |
|           | Senatore del Massachusetts | Massachusetts    |                         | 3.656.010 (18,1%) |
|           | Senatore dell'Iowa         | Iowa             |                         | 318,457 (1.58%)   |
|           | Senatore del Nebraska      | Nebraska         |                         | 280,304 (1.39%)   |
|           | Governatore della Virginia | Virginia         |                         | 240 (0.00%)       |

###### Candidati minori
| Candidato | Posizione precedente             | Stato di origine |
| --------- | -------------------------------- | ---------------- |
|           | Sindaco di Irvine                | California       |
|           | Fondatore del Movimento LaRouche | New Hampshire    |
|           | Attore                           | Wisconsin        |
|           | Senatore del Minnesota           | Minnesota        |

###### Candidati che hanno rifiutato la candidatura
| Candidato          | Data di rifiuto  |
| ------------------ | ---------------- |
| Dale Bumpers       | 20 aprile 1990   |
| Michael Dukakis    | 25 novembre 1990 |
| John Silber        | 8 marzo 1991     |
| Sam Nunn           | 10 marzo 1991    |
| Pat Schroeder      | 8 marzo 1991     |
| George J. Mitchell | 10 marzo 1991    |
| George McGovern    | 13 marzo 1991    |
| Stephen Solarz     | 31 marzo 1991    |
| Dick Gephardt      | 23 maggio 1991   |
| Jay Rockefeller    | 5 luglio 1991    |
| Al Gore            | 21 agosto 1991   |
| Lloyd Bentsen      | 28 agosto 1991   |
| Bill Bradley       | 28 agosto 1991   |
| Dave McCurdy       | 18 ottobre 1991  |
| Jesse Jackson      | 2 novembre 1991  |
| Mario Cuomo        | 20 dicembre 1991 |

###### Altri possibili candidati
- Senatore Joe Biden del Delaware
- Senatore Bob Graham della Florida
- Senatore John Kerry del Massachusetts
- Senatore Chuck Robb della Virginia
- Governatrice Ann Richards del Texas
- Generale Norman Schwarzkopf Jr. della Florida
- Senatore Paul Simon dell'Illinois
- Senatore Tim Wirth del Colorado

## Risultati[15]
|               | Bill Clinton     | Gerry Brown        | Paul Tsongas      |
| Voto popolare | 10.482.411 (52%) | 4.071.232 (20,02%) | 3.656.010 (18,1%) |
| Delegati      | 1.997 (56,78%)   | 588 (16,72%)       | 533 (15,15%%)     |

| Data                 | Competizione                          | Delegati | Bill Clinton | Jerry Brown | Paul Tsongas | Tom Harkin | Bob Kerrey |
| -------------------- | ------------------------------------- | -------- | ------------ | ----------- | ------------ | ---------- | ---------- |
| 18/2                 | Primarie del New Hampshire            | 18       | 9 del.       | 0 Del.      | 9 del.       | 0 Del.     | 0 Del.     |
| 25/2                 | Primarie del Dakota del Sud           | 15       | 3 Del.       | 0 Del.      | 0 Del.       | 5 Del.     | 7 Del.     |
| 3/3                  | Primarie del Colorado                 | 47       | 14 Del.      | 18 Del.     | 15 Del.      | 0 Del.     | 0 Del.     |
| 3/3                  | Primarie della Georgia                | 76       | 54 Del.      | 0 Del.      | 22 Del.      | 0 Del.     | 0 Del.     |
| 3/3                  | Caucus dell'Idaho                     | 18       | 43 Sds       | 17 SDs      | 107 SDs      | 110 SDs    | 30 SDs     |
| 3/3                  | Primarie del Maryland                 | 67       | 29 Del.      | 0 Del.      | 38 Del.      | 0 Del.     | 0 Del.     |
| 3/3                  | Caucus dello Utah                     | 23       | 5 Del.       | 9 Del.      | 9 Del.       | 0 Del.     | 0 Del.     |
| 7/3                  | Caucus dell'Arizona                   | 41       | 15 Del.      | 12 Del.     | 14 Del.      | 0 Del.     | -          |
| 7/3                  | Primarie del Sud Carolina             | 43       | 36 Del.      | 0 Del.      | 7 Del.       | 0 Del.     | 0 Del.     |
| 8/3                  | Caucus del Nevada                     | 17       | 400 Cds      | 542CDs      | 305 CDs      | 16 CDs     | 6 CDs      |
| 10/3 (Super Tuesday) | Primarie della Florida                | 148      | 87 Del.      | 3 Del.      | 58 Del.      | 0 Del.     | 0 Del.     |
| 10/3 (Super Tuesday) | Primarie della Luisiana               | 60       | 59 Del.      | 0 Del.      | 1 Del.       | 0 Del.     | 0 Del.     |
| 10/3 (Super Tuesday) | Primarie del Massachusetts            | 94       | 0 Del.       | 6 Del.      | 88 Del.      | 0 Del.     | 0 Del.     |
| 10/3 (Super Tuesday) | Primarie del Mississippi              | 39       | 39 Del.      | 0 Del.      | 0 Del.       | 0 Del.     | 0 Del.     |
| 10/3 (Super Tuesday) | Primarie dell'Oklahoma                | 45       | 38 Del.      | 7 Del.      | -            | 0 Del.     | 0 Del.     |
| 10/3 (Super Tuesday) | Primarie di Rhode Island              | 22       | 6 Del.       | 3 Del.      | 13 Del.      | 0 Del.     | 0 Del.     |
| 10/3 (Super Tuesday) | Primarie del Tennessee                | 68       | 56 Del.      | 0 Del.      | 12 Del.      | 0 Del.     | 0 Del.     |
| 10/3 (Super Tuesday) | Primarie del Texas                    | 196      | 94 Del.      | 2 Del.      | 31 Del.      | 0 Del.     | 0 Del.     |
| 17/3                 | Primarie dell'Illinois                | 164      | 107 Del.     | 11 Del.     | 46 Del.      | 0 Del.     | 0 Del.     |
| 17/3                 | Primarie del Michigan                 | 131      | 74 Del.      | 37 Del.     | 20 Del.      | 0 Del.     | 0 Del.     |
| 24/3                 | Primarie del Connecticut              | 53       | 22 Del.      | 21 Del.     | 10 Del.      | 0 Del.     | 0 Del.     |
| 28/3                 | Caucus delle Isole Vergini            | 3        | 1 Del.       | -           | -            | -          | -          |
| 31/3                 | Caucus del Vermont                    | 15       | 208 SDs      | 573 SDs     | 117 SDs      | -          | -          |
| 5/4                  | Primarie di Puerto Rico               | 51       | 51 Del.      | 0 Del.      | 0 Del.       | 0 Del.     | 0 Del.     |
| 7/4                  | Primarie del Kansas                   | 36       | 27 Del.      | 2 Del.      | 6 Del.       | 0 Del.     | 0 Del.     |
| 7/4                  | Primarie di New York                  | 244      | 102 Del.     | 67 Del.     | 75 Del.      | 0 Del.     | 0 Del.     |
| 7/4                  | Primarie del Wisconsin                | 82       | 34 Del.      | 29 Del.     | 19 Del.      | 0 Del.     | 0 Del.     |
| 14/4                 | Convention di distretto del Missiouri | 50       | 24 Del.      | 2 Del.      | 3 Del.       | -          | -          |
| 25/4                 | Convention statale del Delaware       | 15       | 3 Del.       | 3 Del.      | 4 Del.       | -          | -          |
| 25/4                 | Convention di distretto del Missiouri | 25       | 10 Del.      | .           | -            | -          | -          |
| 28/4                 | Primarie della Pennsylvania           | 169      | 112 Del.     | 50 Del.     | 7 Del.       | 0 Del.     | 0 Del.     |
| 2/5                  | Convention di distretto dell'Iowa     | 32       | 4 Del.       | 1 Del.      | -            | 17 Del.    | -          |
| 2/5                  | Convention statale del Missiouri      | 17       | 9 Del.       | 1 Del.      | 2 Del.       | -          | -          |
| 2/5                  | Convention statale del Nevada         | 17       | 8 Del.       | 6 Del.      | -            | -          | -          |
| 2/5                  | Convention statale del Wyoming        | 11       | 5 Del.       | 3 Del.      | -            | -          | -          |
| 3/5                  | Caucus di Guam                        | 3        | 1 Del.       | 0 Del.      | -            | -          | -          |
| 5/5                  | Primarie dell'Indiana                 | 77       | 57 Del.      | 20 Del.     | 0 Del.       | -          | 0 Del.     |
| 5/5                  | Primarie della Carolina del Nord      | 84       | 72 Del.      | 0 Del.      | 0 Del.       | 0 Del.     | 0 Del.     |
| 5/5                  | Primarie di Washington D.C.           | 17       | 17 Del.      | 0 Del.      | 0 Del.       | -          | -          |
| 9/5                  | Convention di distretto del Minnesota | 63       | 10 Del.      | 4 Del.      | -            | -          | -          |
| 12/5                 | Primarie del Nebraska                 | 25       | 13 Del.      | 8 Del.      | 0 Del.       | 0 Del.     | -          |
| 12/5                 | Primarie della Virginia Occidentale   | 31       | 31 Del.      | 0 Del.      | 0 Del.       | 0 Del.     | 0 Del.     |
| 16/5                 | Convention statale del Vermont        | 15       | 3 Del.       | 6 Del.      | -            | -          | -          |
| 17/5                 | Convention statale del Maine          | 24       | 6 Del.       | 10 Del.     | 5 Del.       | -          | -          |
| 19/5                 | Primarie dell'Oregon                  | 47       | 29 Del.      | 18 Del.     | 0 Del.       | -          | -          |
| 19/5                 | Primarie di Washington                | 0        |              | 0 Del.      | 0 Del.       | 0 Del.     | 0 Del.     |
| 26/5                 | Primarie dell'Arkansas                | 36       | 30 Del.      | 0 Del.      | -            | -          | -          |
| 26/5                 | Primarie del Kentucky                 | 52       | 34 Del.      | 0 Del.      | 0 Del.       | 0 Del.     | 0 Del.     |
| 30/5                 | Convention di distretto di Washington | 46       | 15 Del.      | 10 Del.     | 9 Del.       | -          | -          |
| 31/5                 | Convention statale dell'Alaska        | 14       | 5 Del.       | .           | -            | -          | -          |
| 31/5                 | Convention statale delle Hawaii       | 20       | 16 Del.      | 2 Del.      | -            | 2 Del.     | -          |
| 2/6                  | Primarie dell'Alabama                 | 55       | 43 Del.      | 0 Del.      | -            | -          | -          |
| 2/6                  | Primarie della California             | 348      | 191 Del.     | 157 Del.    | 0 Del.       | -          | 0 Del.     |
| 2/6                  | Primarie del Montana                  | 16       | 8 Del.       | 3 Del.      | 0 Del.       | -          | -          |
| 2/6                  | Primarie del New Jersey               | 105      | 73 Del.      | 26 Del.     | 0 Del.       | -          | -          |
| 2/6                  | Primarie del New Mexico               | 25       | 17 Del.      | 3 Del.      | 0 Del.       | 0 Del.     | -          |
| 2/6                  | Primarie dell'Ohio                    | 151      | 113 Del.     | 34 Del.     | 1 Del.       | 0 Del.     | 0 Del.     |
| 6/6                  | Convention statale del Minnesota      | 29       | 7 Del.       | 3 Del.      | -            | -          | -          |
| 6/6                  | Convention statale della Virginia     | 78       | 58 Del.      | 3 Del.      | -            | -          | -          |
| 7/6                  | Convention statale di Washington      | 26       | 8 Del.       | 6 Del.      | 5 Del.       | -          | -          |
| 20/6                 | Convention statale dell'Idaho         | 18       | 4 Del.       | -           | 4 Del.       | 5 Del.     | -          |
| 21/6                 | Convention statale dell'Iowa          | 17       | 3 Del.       | -           | -            | 9 Del.     | -          |

## Candidato alla vicepresidenza[16]

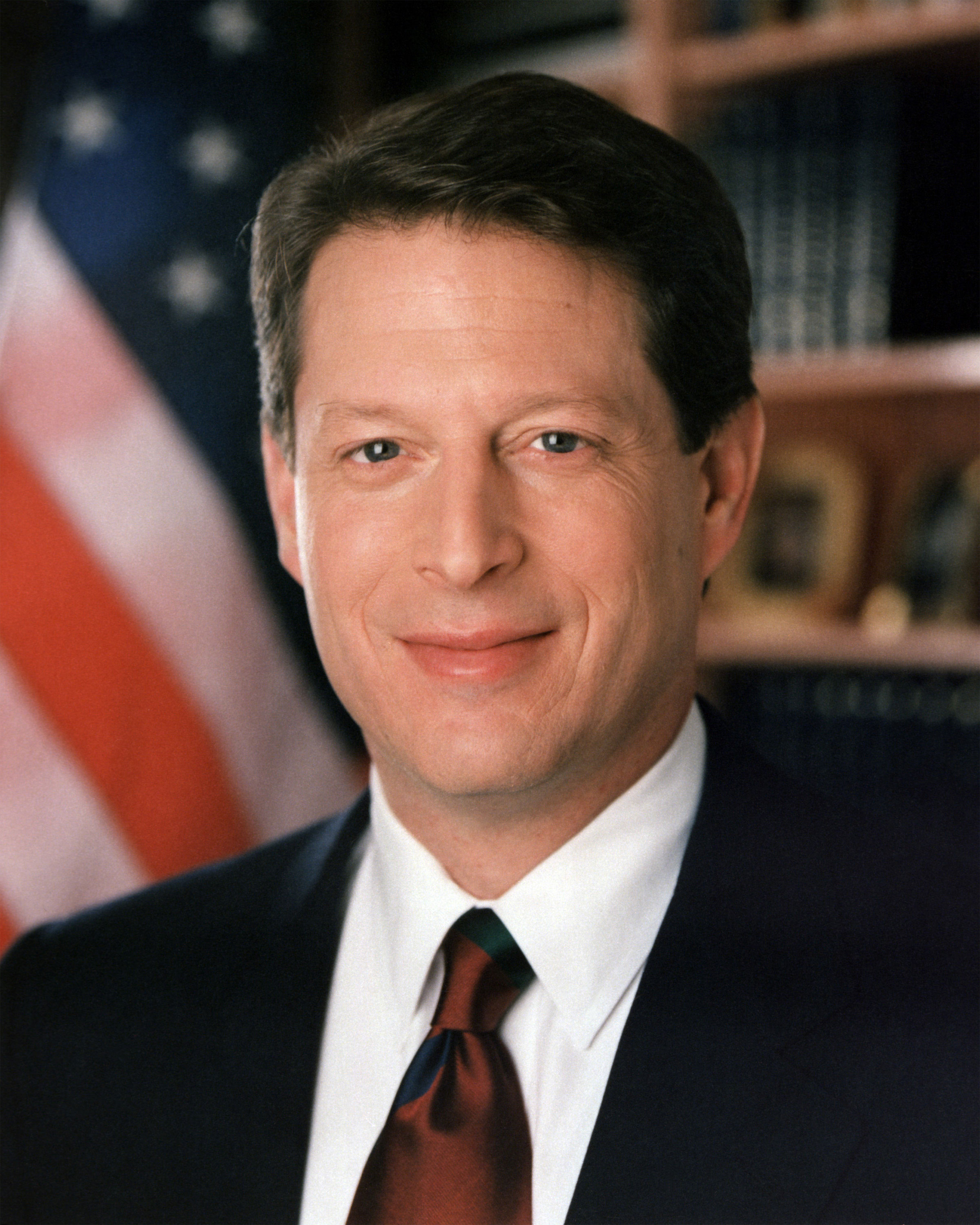
Al Gore

Il senatore del Tennessee Al Gore è stato nominato da Bill Clinton compagno di corsa alla Convention Democratica.
Altri candidati alla vicepresidenza erano:
- Jay Rockefeller
- Bob Graham
- Bill Bradley
- Tom Harkin
- Bob Kerrey
- George Mitchell
- Paul Tsongas
- Mario Cuomo